# Фестиваль Империи

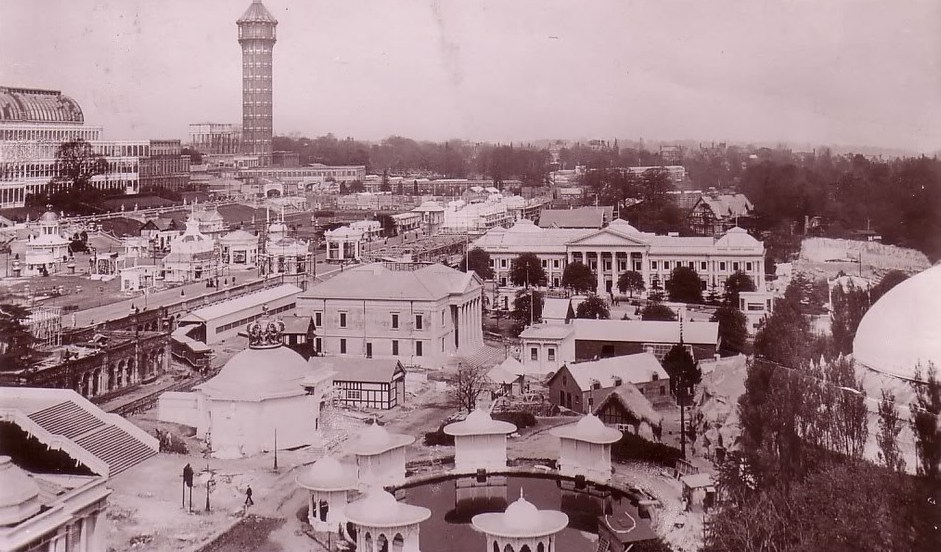
Вид с канадской копии здания парламента

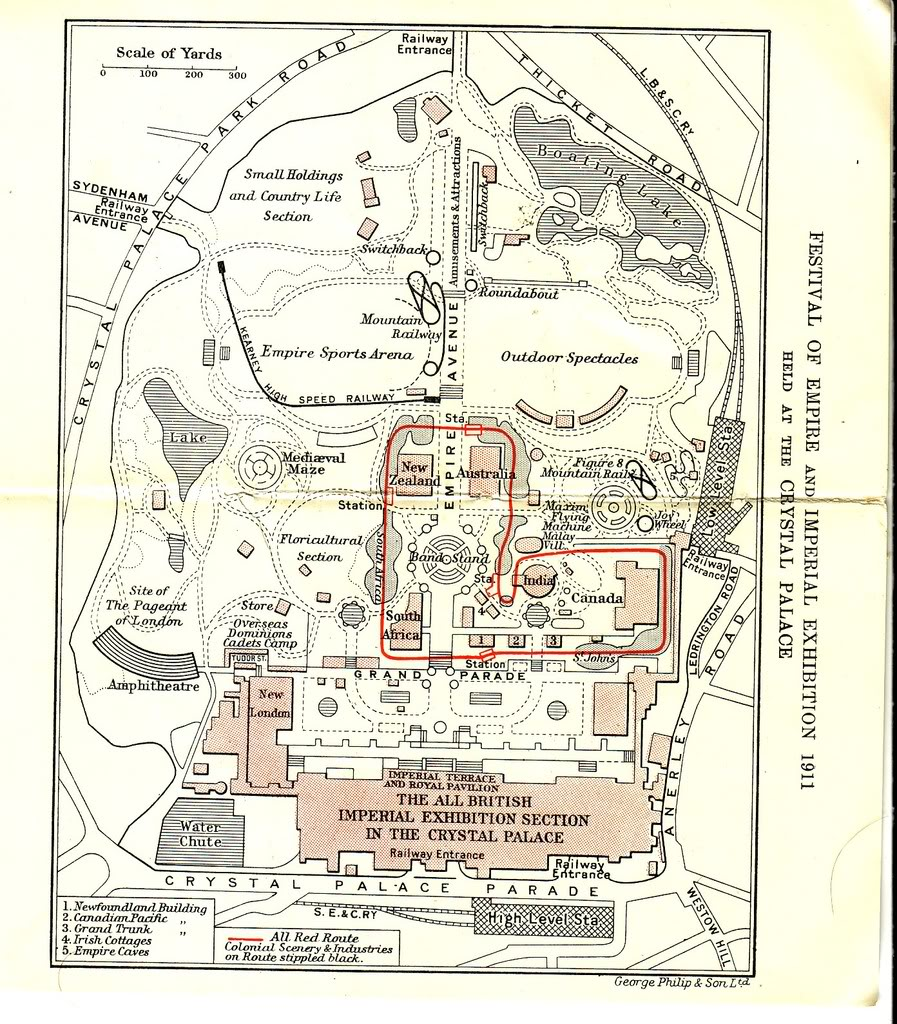
Карта фестиваля. Маршрут «All-Red Route» показан красным.

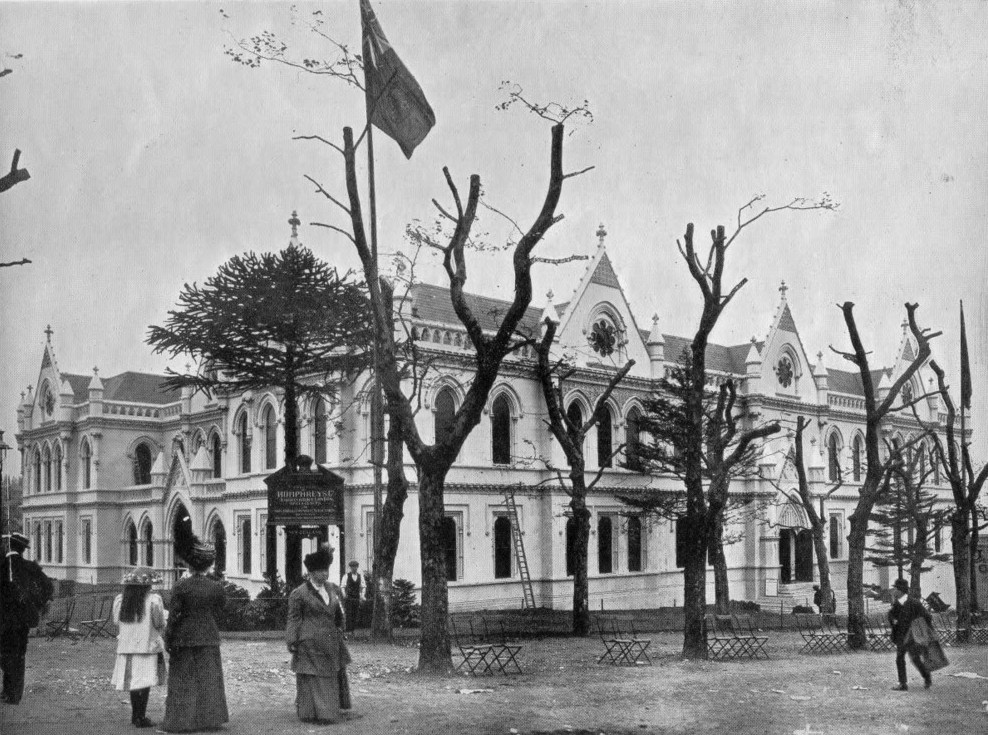
Репродукция здания парламента Новой Зеландии (основана на старых строениях Новозеландского парламента)

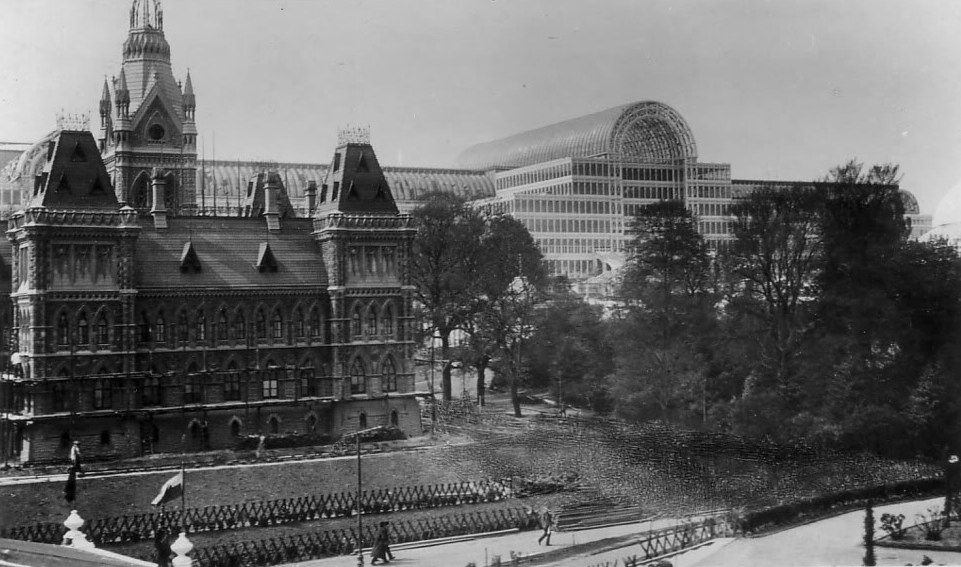
Здание в Канаде (копия оригинального Centre Block в Оттаве)

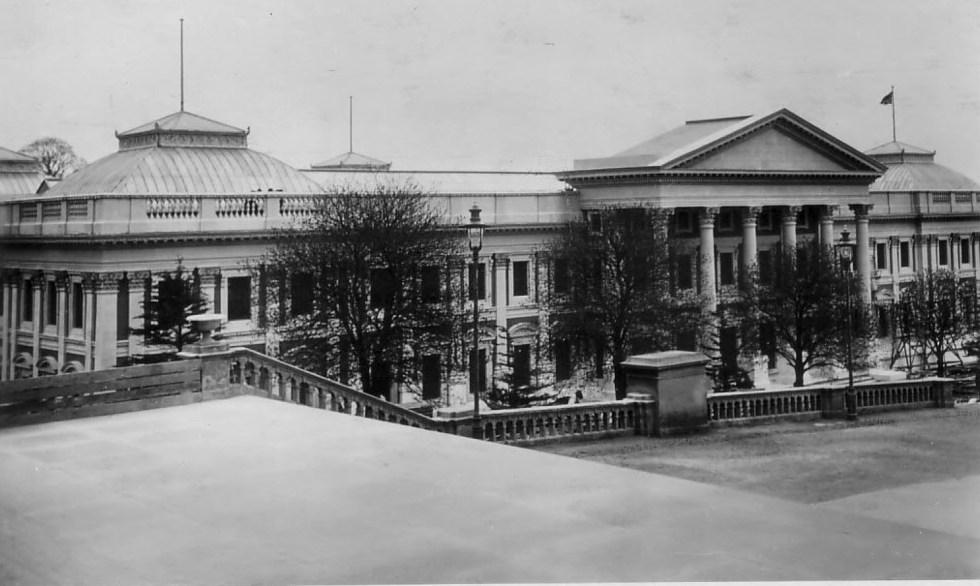
Южноафриканское здание (основано на здании парламента в Кейптауне)

Фестиваль Империи (англ. Festival of Empire) проводился в Лондоне в 1911 году в лондонском Хрустальном дворце. Мероприятие было посвящено коронации короля Георга V. Фестиваль открылся 12 мая. 

## Выставка
Для выставок были возведены здания, похожие на здания парламентов, которые находились в странах Империи. Размер зданий составлял 3/4 от настоящих зданий. Внутри зданий проходили выставки товаров.
- Канадское здание - на базе Central Block 1866 года и башни Виктории.
- Южная Африка - на основе здания парламента в Кейптауне (образца 1884 года)
- Новая Зеландия - на основе здания парламента Новой Зеландии (того здания, которое использовалось до 1907 года)
- Австралия - здание похоже на здание парламента в Мельбурне 1855 года
- Ньюфаундленд - на основе Colonial Building.

Здания были построены из дерева и гипса, поскольку они — временные.  Они были соединены трамваем «All-Red Route», по которому машины с открытым кузовом отправились в круговую экскурсию. Рядом с каждым зданием пейзаж напоминал о стране, которой принадлежало здание.  Мосты над небольшими озерами символизировали морские путешествия между странами.
В Хрустальном дворце также были экспонаты.

## Театральное представление
Было организовано представление, рассказывавшее об истории Лондона, Англии и Империи. Первое представление прошло 8 июня 1911 года. Представление состояло из четырех частей, все они исполнялись в разные дни. Музыка для представления была написана 20-ю композиторами. Это, в том числе, Ральф Воан-Уильямс, Густав Холст, Сесил Форсайт и др. Музыка исполнялась военным оркестром (50 человек) и хором (500 человек), дирижёром был Уильям Генри Белл.  Выступления были продлены до 2 сентября, хотя должны были закончиться еще в июле.

## Межимперский чемпионат
В рамках фестиваля был проведен спортивный чемпионат, в котором выступили Австралазия (Австралия и Новая Зеландия), Канада, Южная Африка и Великобритания. Участники соревновались в пяти легкоатлетических забегах (на 100 ярдов, 220 ярдов, 880 ярдов, на 1 милю и на 120 ярдов с барьерами), в двух плавательных дистанциях (100 ярдов и 1 миля), в боксе (среди тяжеловесов) и в борьбе (в среднем весе).  Этот чемпионат считается предшественником Игр Британской империи (сейчас - Игр Содружества), проводимых с 1930 года.

### Известные спортсмены
- Стэнли Бейкон (из Великобритании),
- Харольд Хардвик (из Австралии)
- Малькольм Чэмпион (из Новой Зеландии)
- Джордж Ходжсон (из Канады).

Корреспондент Auckland Star раскритиковал соревнования. По его мнению, в программе чемпионата было слишком мало видов спорта, а среди участников были спортсмены из крайне небольшого количества стран (4 страны). Он решил, что соревнования недостойны звания соревнований Империи.

## Внешние ссылки
- Сувенирная книга в цифровом варианте
- Открытка 1911 года
- История Игр Содружества: от Совета Игр Содружества для Англии
- История Игр Содружества с 1911 года: начиная с Австралийской ассоциации Игр Содружества
- Медалисты на Играх 1911 года (вверху страницы)
- Статья об имперских играх с упоминанием событий 1911 года